# 除四害

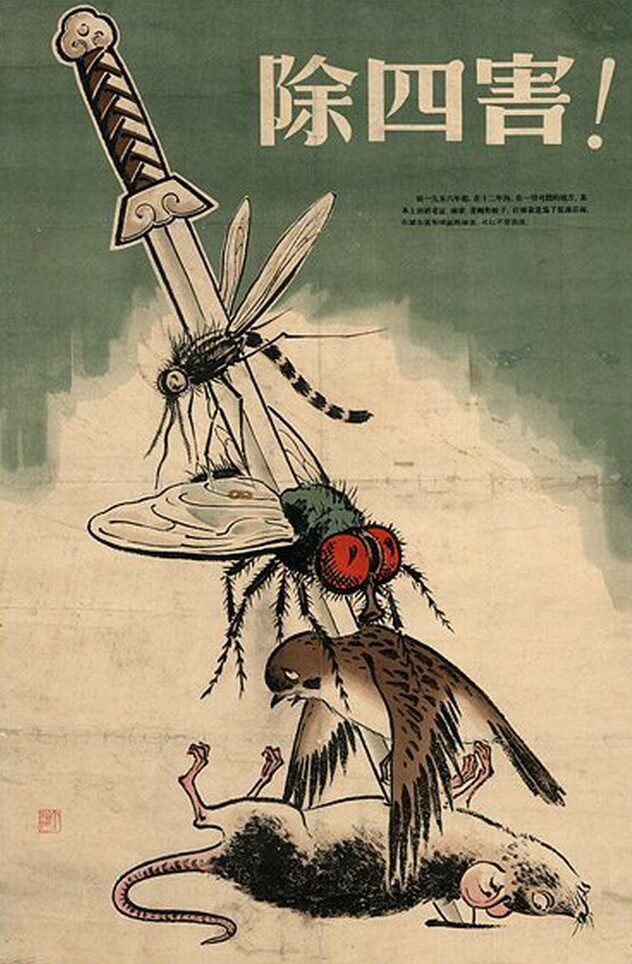
1958年时张贴的海报

除四害运动是大跃进时期的第一场运动，在运动最开始四害的定义为：老鼠、麻雀、苍蝇以及蚊子，此后遭到动物学家一致反对，以及大饥荒后，1960年四害重新定义为：老鼠、臭虫、苍蝇以及蚊子。之后，由于社会生活的变化，臭虫又被蟑螂取代。因此“四害”最终定为苍蝇、蚊子、老鼠、蟑螂。

## 過程
1955年冬，毛泽东提出要除四害和消灭疾病。1956年1月中共中央在《一九五六年到一九六七年全国农业发展纲要（草案）》中提出要基本上消灭最严重的疾病，並且从1956年开始，在5年、7年或者12年内基本上消灭老鼠、麻雀、苍蝇、蚊子。1958年2月12日，中共中央、国务院发出《关于除四害讲卫生的指示》，提出要在10年或更短一些的时间内，完成消灭苍蝇、蚊子、老鼠、麻雀的任务。

## 影响

### 对生态的严重影响

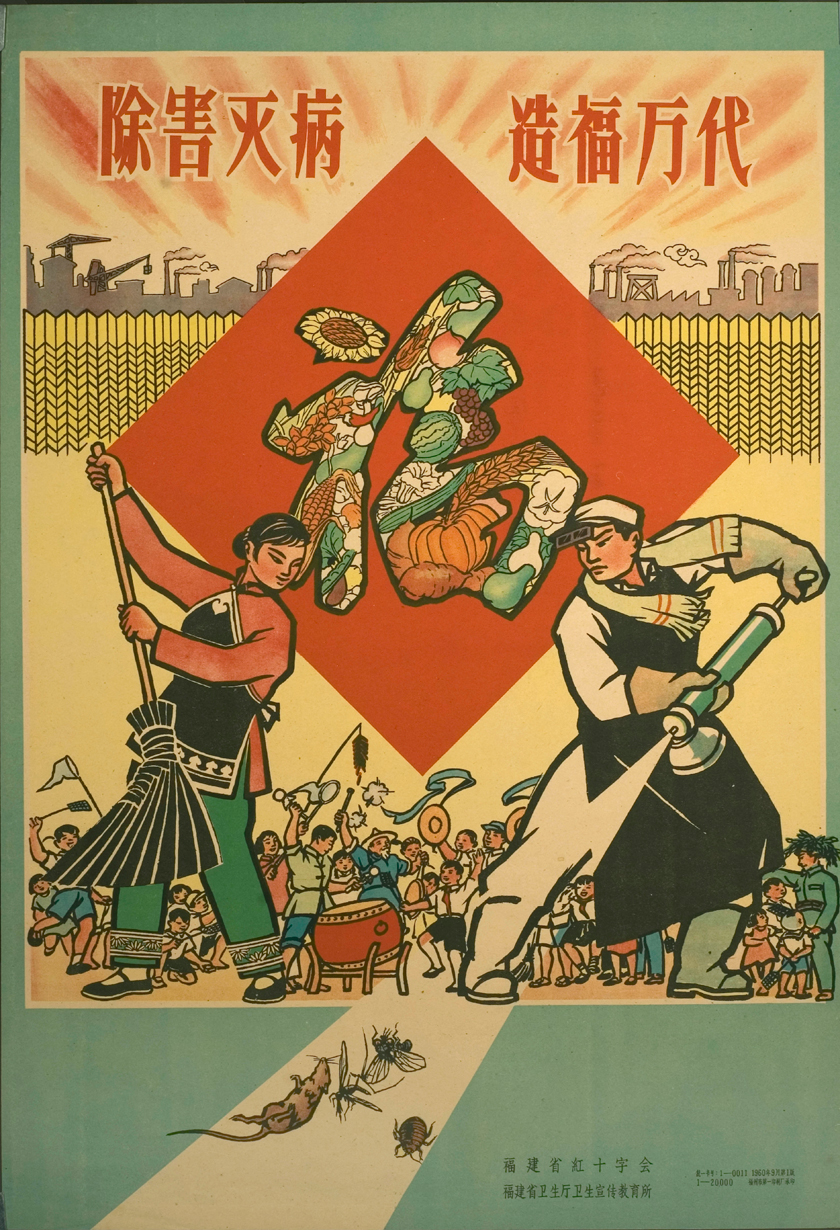
福建省红十字会“除四害”的宣传海报

殲滅麻雀的結果使農田當中的害蟲幾乎沒有天敵，而讓次年的糧食嚴重歉收，發生極為嚴重的饥荒問題。不久后，包括郑作新在内的很多鸟类学者通过野外研究，证实了在麻雀的食谱中，人工种植的谷物仅占不到50%的比重，他们的研究成果甚至发表在中共中央的机关报《人民日报》上，这是绝无前例的研究。1959年11月27日，中国科学院党组书记张劲夫，综合生物学界的意见，写了一份“关于麻雀问题向主席的报告”。随即在1960年3月16日，毛澤東在为中央起草的关于卫生工作的指示中改变了消灭麻雀的决定，提出麻雀不打了，代之的是打臭虫，4月19日，这一包含修正后“除四害”的《农业发展纲》四十条，正式提请第二届全国人民代表大会第二次会议讨论通过，向全国公布。从“承受不起麻雀造成的粮食损失而轰麻雀”到“全面权衡利弊、宁可遭受粮食损失也要容忍麻雀” ，最后还是肯定了麻雀的作用，改变了“轰麻雀”的做法。

### 事後清算科學家
在数年后开始的“文革”中，这些反對打麻雀運動的科学家被扣上“利用麻雀做文章”来反对毛主席、反对“大跃进”、反对“最高指示”等种种“罪名”，受到残酷迫害。朱洗在1962年就已病逝，但此时仍被扣上把毛主席同腓特烈大帝相提并论、公开反对毛主席的罪状，因此受到红卫兵砸碑掘坟、曝其尸骨。后来人们为他重新安葬，并按原来的墓志勒碑，纪念这位生物学家。

## 新「四害」
1998年6月19日，位于重庆的西南农业大学通过海报发起了“除四害”活动，95%的家庭被要求消灭这些害虫。在此时的四害列表中，臭虫取代了麻雀。1998年春天，北京也发起了同样的“除四害”活动，但反应平淡。之后，由于社会生活的变化，臭虫又被蟑螂取代。因此“四害”最终被定为苍蝇、蚊子、老鼠、蟑螂。